# Saudareos meyeri

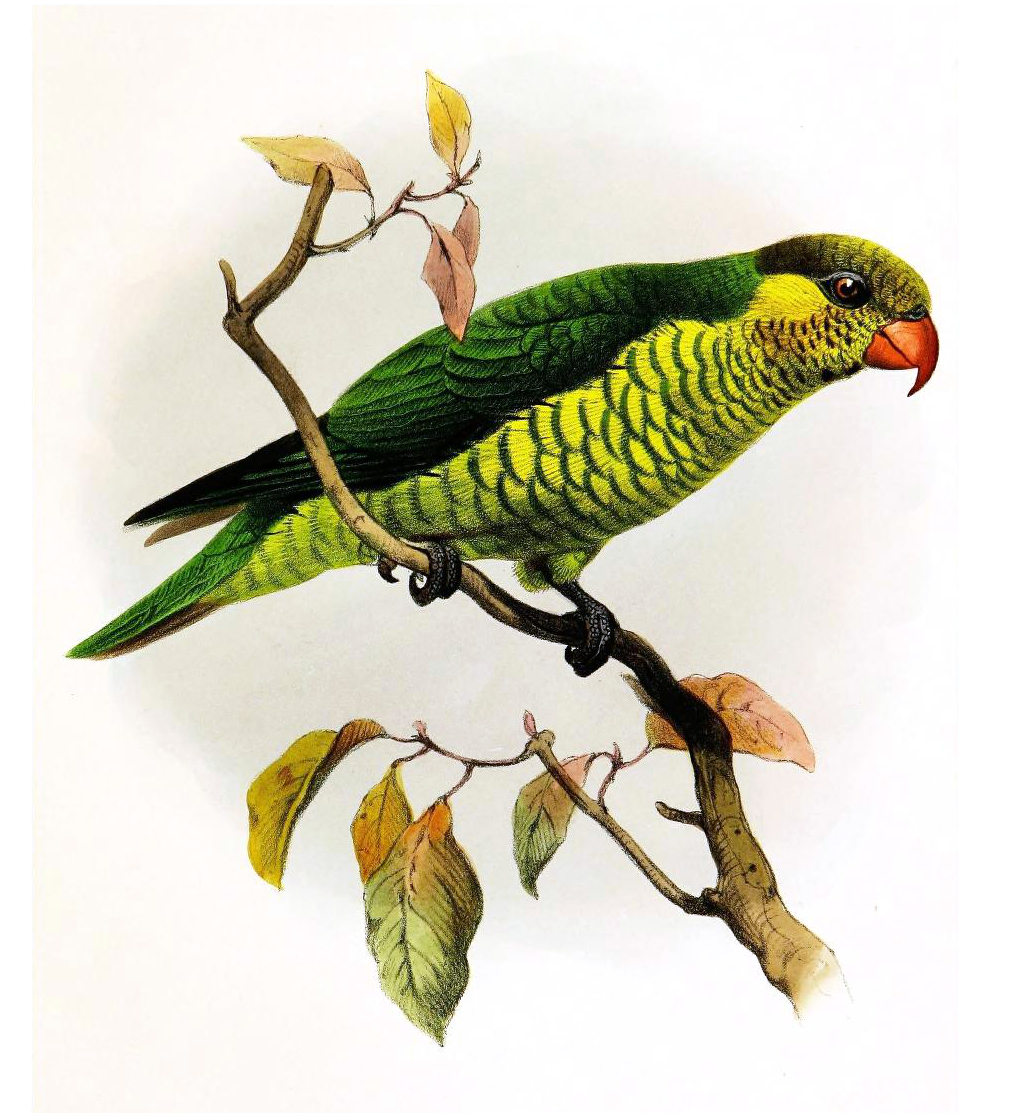
Жовтощокий лорікет

Saudareos meyeri (лорікет жовтощокий) — вид папугоподібних птахів родини Psittaculidae. Ендемік Індонезії. Раніше вважався конспецифічним з жовто-зеленим лорікетом.

## Поширення і екологія
Жовтощокі лорікети є ендеміками островів Сулавесі. Вони живуть у вологих гірських і рівнинних тропічних лісах, зустрічаються на висоті від 500 до 2400 м над рівнем моря.